# Margaret Giggs

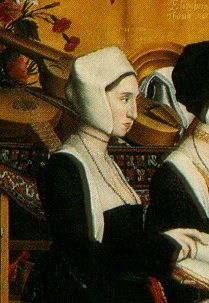
Margaret Giggs, Kopie nach Holbein

Margaret Giggs (* 1505 oder 1508 in London, Cheapside; † 6. Juli 1570 in Mechelen), verheiratete Clement, war eine Angehörige der englischen Gentry und eine gelehrte, katholische Exilantin. Als Adoptivtochter des englischen Humanisten Thomas More erhielt sie in seinem Haus eine Ausbildung, die sonst Männern vorbehalten war. Durch ihre Kenntnisse schaffte sie es, für die rätselhafte Krankheit ihres Adoptivvaters eine Diagnose zu stellen, an der zwei Ärzte gescheitert waren. Nach dem Tod ihrer Vorreiterin Margaret Roper setzte Margaret Giggs-Clement die Edierung der Werke Thomas Mores fort – teilweise im Exil in den Burgundischen Niederlanden – und veröffentlichte sie schließlich im Jahr 1557. Nach der Thronbesteigung Elisabeths I. ging sie als gläubige Katholikin einmal mehr mit ihrer Familie ins Exil, wo sie 1570 im Kreise ihrer Familie starb.

## Leben

### Jugend und Ehe
Margaret Giggs wurde in Cheapside, London, geboren. Ihr Geburtsdatum ist umstritten. Während der Historiker John Guy es auf 1505 beziffert, gibt das Oxford Dictionary of National Biography 1508 an. Ähnlich verhält es sich mit ihrer Herkunft. Laut John Guy war ihr Vater Thomas Giggs, Diener eines Textilienhändlers, welcher ihn oft mit Aufträgen ins Ausland schickte. Im Oxford Dictionary hingegen wird ihr Vater als Gentleman aus Norfolk bezeichnet. Auf dem Familienporträt der Mores befindet sich über Margaret Giggs der Schriftzug cognata, weshalb manche Historiker sie für eine entfernte Verwandte der Mores halten. Der Name ihrer Mutter taucht lediglich als „Mistress Giggs“ auf und sie starb früh. Die kleine Margaret wurde daraufhin von Thomas More, einem Nachbarn der Familie und Parlamentsmitglied, als Adoptivtochter in seinen Haushalt aufgenommen.
Beim Tod eines Elternteils war es nicht unüblich, das verwaiste Kind in die Vormundschaft von Freunden zu geben. Insbesondere bei Mädchen wurde Wert darauf gelegt, sie in einem Haushalt unterzubringen, dem eine Frau vorstand, in diesem Fall Thomas Mores erste Ehefrau Joan Colt. Joans Tochter Margaret sollte für den Rest ihres Lebens Giggs’ enge Freundin bleiben. Zusammen mit ihr und den übrigen Kindern Elizabeth, Cecily und John More wurde Giggs von Hauslehrern unterrichtet. Ihre Ausbildung beinhaltete u. a. Latein, Griechisch, Mathematik, Geographie und Astronomie. 1514 begegnete Giggs in Mores Haushalt auf diese Weise zum ersten Mal ihrem zukünftigen Ehemann John Clement. Der ehemalige Page Thomas Mores unterrichtete sie und Margaret Roper eine Zeitlang in Latein und Griechisch, bevor er dank der Vermittlung von Kardinal Wolsey eine Stelle als Dozent in Oxford antrat.

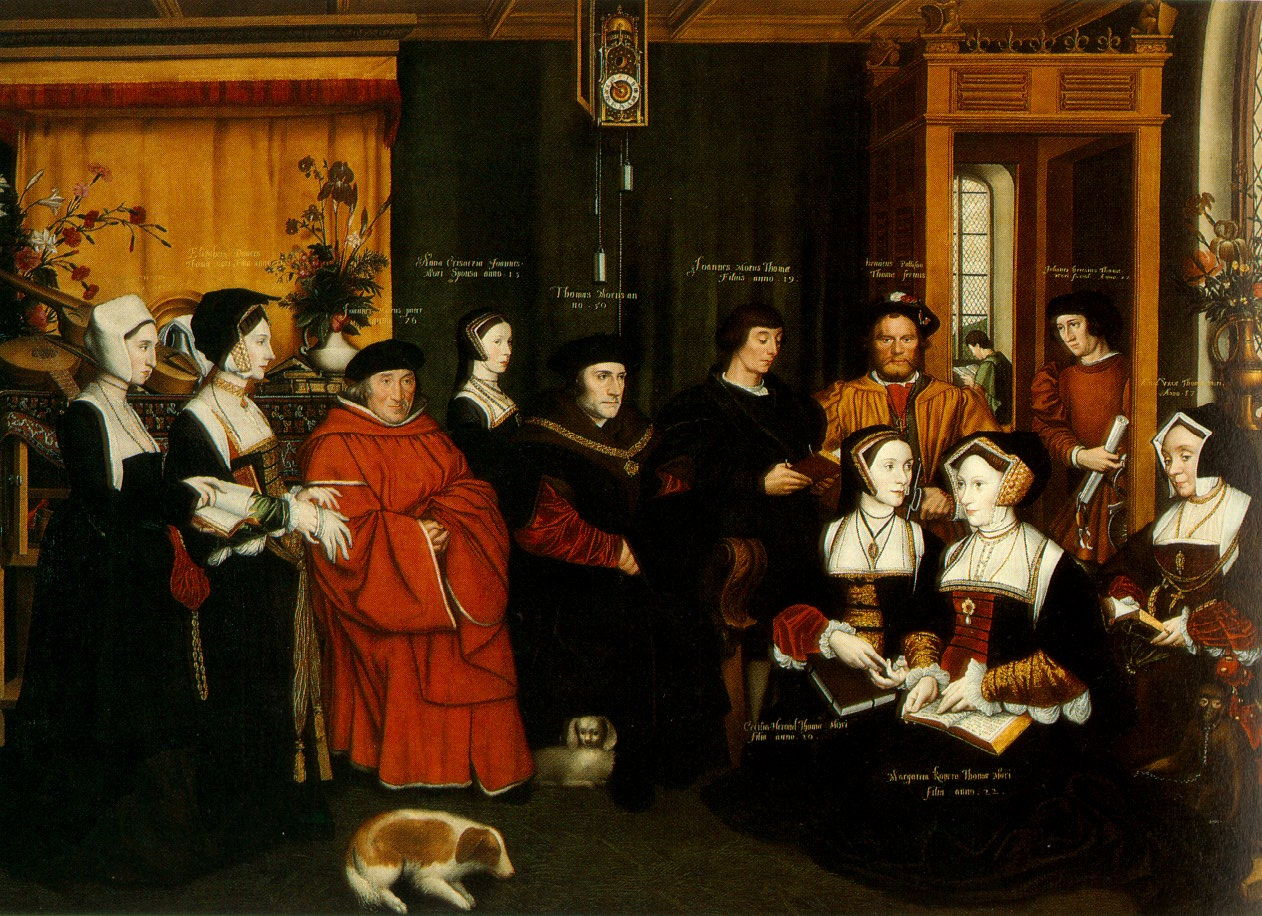
Margaret Giggs (ganz links) in Rowland Lockeys Kopie nach Hans Holbein

Im Jahr 1521 bewies Margaret ihrem Ziehvater, dass sein Experiment, seine Töchter genauso auszubilden wie seinen Sohn, Erfolg gehabt hatte. Thomas More, gerade zurückgekehrt von einer Reise nach Frankreich, wurde schlagartig schwer krank. Seine Symptome gaben den hinzugezogenen Ärzten Rätsel auf. Er beschrieb: 

„Plötzlich fühlte ich mich in meinem ganzen Körper gleichzeitig sehr heiß und sehr kalt, nicht kalt in einem Bereich und heiß in einem anderen, sondern beides in den selben Bereichen, so wahr mir Gott helfe.“

 Beide Ärzte waren der Ansicht, dass er delirierte und sich seine Symptome demzufolge einbildete. Die sechzehnjährige Margaret hingegen, die griechische Texte im Original las, fand die Symptome ihres Adoptivvaters sowie eine Therapie in Galenos' Werken. Mores Stolz auf seine Ziehtochter gipfelte in der Bemerkung, sie wäre „sehr weise, sehr gebildet und auch sehr tugendhaft“ und obendrein „schlauer als beide Ärzte zusammen“. Unter welcher Krankheit genau er litt und welche Therapie ihn heilte, lässt sich heute nicht mehr feststellen.
1526 heiratete Margaret ihren ehemaligen Lehrer John Clement, der mittlerweile ein Medizinstudium absolviert hatte und Arzt geworden war. Die Hochzeit fand in der St. Stephen Church statt, ca. eine Woche nach dem Dreikönigstag. Das junge Paar bezog im Anschluss das alte Haus der Mores, Barge in Bucklersbury, dessen Pacht sie als Hochzeitsgeschenk erhielten. 1527 wurde Giggs’ erste Tochter Winifred geboren, ca. ein Jahr später kam ihr Sohn Thomas auf die Welt. Nähere Daten zu diesen beiden Kindern und den Töchtern Bridget, Helen und Dorothy sind unbekannt. Die jüngste überlebende Tochter, Margaret Clement, erblickte erst 1540 das Licht der Welt. Nach dem Vorbild Thomas Mores unterrichteten die Clements ihre Töchter in Latein und Griechisch. Zudem nahm Margaret einen Neffen Thomas Mores, William Rastell, in ihren Haushalt auf, den späteren Ehemann ihrer Tochter Winifred. Während Thomas Mores Zeit als Lordkanzler fungierte Margaret als sein Almosenier und kümmerte sich um die Pflege seines Ciliciums.

### Sturz und Tod Thomas Mores
Als König Heinrich VIII. sich zum Oberhaupt der englischen Kirche erklären ließ, um seine Scheidung von Königin Katharina von Aragon durchzusetzen, legte More am 16. Mai 1532 das Amt des Lordkanzlers nieder, was eine große finanzielle Einbuße für die Familie More bedeutete. Margaret Giggs und John Clement übernahmen daher selbst die Pacht für ihr Haus, die bislang Thomas More gezahlt hatte. Anders als Margaret und William Roper, die nach wie vor bei Thomas More lebten, waren die Clements nicht von Mores Gehalt abhängig und entgingen daher der Armut, die die Mores nun erfuhren.
Um seine Ehe mit Anne Boleyn und ihre gemeinsame Tochter Elisabeth zu legitimieren, verabschiedete Heinrich VIII. 1534 den 1. Act of Succession. In ihm erklärte Heinrich seine umstrittene Ehe mit Anne Boleyn für gültig und änderte die Thronfolge zugunsten seiner zukünftigen Nachkommen mit ihr, da er nach wie vor auf einen Sohn hoffte. Der Akt verlangte den Eid eines jeden Untertanen, die zweite Ehe des Königs als rechtskräftig und Elisabeth als seine legitime Thronfolgerin anzuerkennen. Seine Tochter aus erster Ehe, Maria, wurde durch diesen Akt zum königlichen Bastard. Weil Thomas More sich weigerte, den Sukzessionsakt anzuerkennen, wurde er verhaftet und in den Tower of London gebracht. Margaret schickte ihm kleine Geschenke und beherbergte regelmäßig ihre Ziehschwester Margaret Roper, die ihren Vater oft besuchte. Ungefähr zu dieser Zeit hatte sich John Clement als Arzt bei Hofe etabliert und suchte ebenfalls regelmäßig den Tower auf, um Mores Mitgefangenen, den in Ungnade gefallenen Bischof John Fisher, zu behandeln.
Am 1. Juli 1535 wurde Thomas More aufgrund seiner Weigerung, den Eid zu leisten, des Verrats für schuldig befunden und zum Tode verurteilt. Im Tower schrieb er einen letzten Brief an Margaret Roper, in dem er von all seinen Kindern Abschied nahm und auch Margaret Giggs liebevoll erwähnte. „Ich sende hiermit meiner guten Tochter Clement ihren Algorithmenstein zurück, und ich sende ihr, meinem Patenkind, und ihren Lieben Gottes Segen und den meinen.“
Als die Zeit für die Hinrichtung Thomas Mores bekannt gegeben wurde, war es bereits zu spät, die Familie aus Chelsea zu holen, weshalb Margaret Giggs, die in London lebte, als einziges Familienmitglied bei der Hinrichtung am 6. Juli 1535 anwesend war. Durch einen Handel mit dem Lordsiegelbewahrer Thomas Cromwell erwirkte More die Erlaubnis, dass Margaret Giggs seinen enthaupteten Körper zur Beerdigung erhielt. Nach Mores Tod half Giggs ihrer Ziehschwester Margaret Roper bei deren Projekt, die Schriften ihres Vaters zu sammeln und für die Veröffentlichung vorzubereiten. Roper hatte vor, sowohl sämtliche Briefe als auch Traktate ihres Vaters zu veröffentlichen, und Giggs unterstützte sie in diesem Vorhaben.

### Religiöser Glaube und Nächstenliebe
Geprägt durch ihre Zeit bei den Mores war Margaret Giggs eine sehr gläubige Katholikin, die Heinrich VIII. nicht als Oberhaupt der Kirche anerkennen konnte. Wie Margaret Roper umging sie die Falle des Sukzessionsaktes, der ihren Ziehvater sein Leben kostete, aber sie fand einen eigenen Weg, ihre wahre Loyalität zu demonstrieren. Im Zuge der englischen Reformation waren über die Jahre hinweg sämtliche Klöster aufgelöst worden, und Margaret Giggs beherbergte 1539 englische Nonnen, die nun vor dem Nichts standen.
Wesentlich bedeutender allerdings war Margarets heimliches Wirken im Newgate-Gefängnis. Zwischen 1535 und 1537 kam es zu gewalttätigen Verfolgungen der englischen Kartäuser durch Heinrich VIII., da die Mönche sich wie Thomas More weigerten, den Eid zu leisten. Die ersten Mitglieder des Ordens waren kurz vor Thomas More hingerichtet worden und im Jahr 1537 erfolgte eine zweite Welle von Exekutionen. Vier von ihnen wurden am 11. Mai in York in Ketten gelegt und an die Zinnen gehängt, bis sie starben. Am 24. Mai wurden weitere Ordensbrüder nach Newgate gebracht, wo sie aufrecht stehend angekettet und dem Hungertod überlassen wurden.

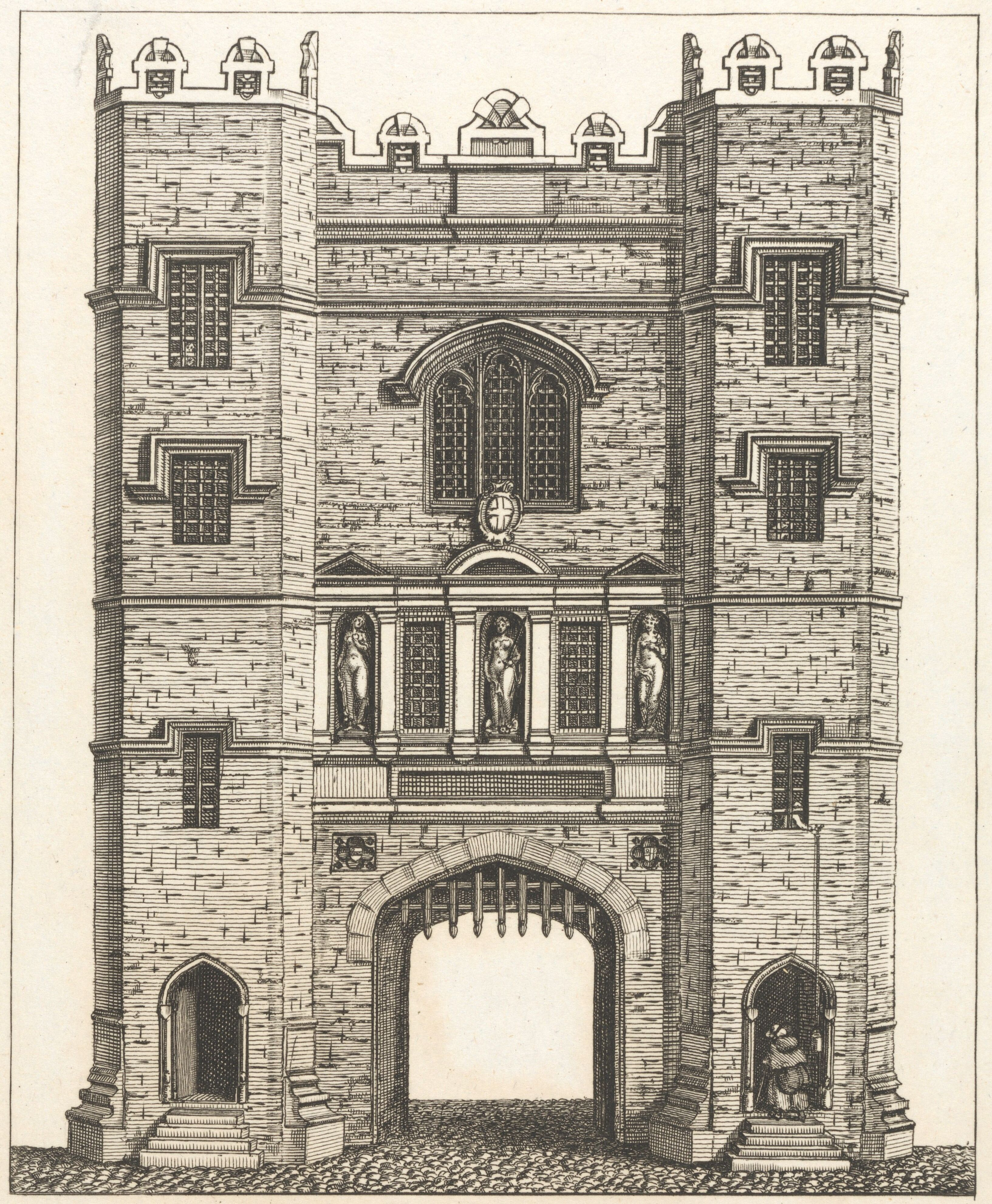
Das Newgate-Gefängnis zu Margaret Giggs’ Lebzeiten

Margaret Giggs bestach den Gefängniswärter, damit er sie heimlich in die Zelle der Mönche kommen ließ. Ihre Tochter Margaret Clement erzählte: 

„Verkleidet als Milchmädchen mit einem großen Eimer voll Fleisch auf dem Kopf fütterte sie diese gesegnete Gesellschaft, indem sie ihnen Fleisch in den Mund legte, da sie gebunden waren und sich nicht rühren konnten, und danach befreite sie sie von ihrem natürlichen Schmutz.“

 Margaret ging mehrere Male ins Gefängnis, um die Mönche auf diese Weise am Leben zu halten. Allerdings wurde der König misstrauisch, dass die Gefangenen so lange überlebten, und befahl dem Kerkermeister, sie schärfer zu bewachen. Dennoch konnte Margaret ihn überzeugen, sie auf das Dach der Zelle steigen zu lassen. Dort räumte sie die Dachschindeln beiseite und ließ den Mönchen Essen in einem Korb herab. Die Fesseln hinderten die Gefangenen allerdings daran, sich zu versorgen und der Kerkermeister verbot Margaret schließlich, wieder zu kommen, was letztendlich den Tod der Mönche zur Folge hatte.

Thomas Cromwell, der von dem Zwischenfall erfuhr, verheimlichte ihn zwar vor dem König, verdächtigte nun aber Margaret Giggs und Margaret Roper der Verschwörung, zumal beide weiterhin am Vermächtnis ihres Vaters arbeiteten. Als er während seiner Ermittlungen in der Exeter-Verschwörung Geoffrey Pole verhörte, fragte er explizit nach den beiden und wie oft sie ihn getroffen hätten. 

„Wie oft habt Ihr in den letzten zwölf Monaten oder zwei Jahren Mrs Roper oder Mrs Clement getroffen und wo habt Ihr sie getroffen? Welche Kommunikation bestand zwischen Euch und ihnen in Bezug auf Sir Thomas Mores Tod und anderer und die Gründe dafür? Habt Ihr von irgendwelchen Briefen, Schriftstücken oder Büchern gehört, die ihnen oder ihren Freunden geschickt wurden? Was war der Inhalt dieser Briefe?“

 Margaret Giggs kam ungeschoren davon, Margaret Roper allerdings wurde von Cromwell „schwer bedroht“.

### Die letzten Jahre
1540 heiratete Margarets Tochter Winifred Thomas Mores Neffen, William Rastell. Nur wenig später starb Margaret Roper. Sie vermachte Margaret Giggs Abschriften der Werke ihres Vaters und sein Cilicium. Margaret setzte das Werk ihrer Ziehschwester fort, unterstützt von Winifred und William. Als nach Heinrichs Tod Eduard VI. den Thron bestieg und unter dem Einfluss seiner Berater die Heilige Messe verbieten ließ, floh die nach wie vor katholische Familie ins flandrische Löwen. Hier wurden Thomas Mores Werke neu begutachtet, da seine Angriffe auf die Lutheraner angesichts der Zustände in England neue Bedeutung erhielten. Der gesamte Besitz der Familie wurde in England konfisziert. Im Juli 1553 starb Margarets Tochter Winifred im Alter von 26 Jahren, gerade als die Familie sich nach der Thronbesteigung Maria I. zurück nach England begeben wollte.

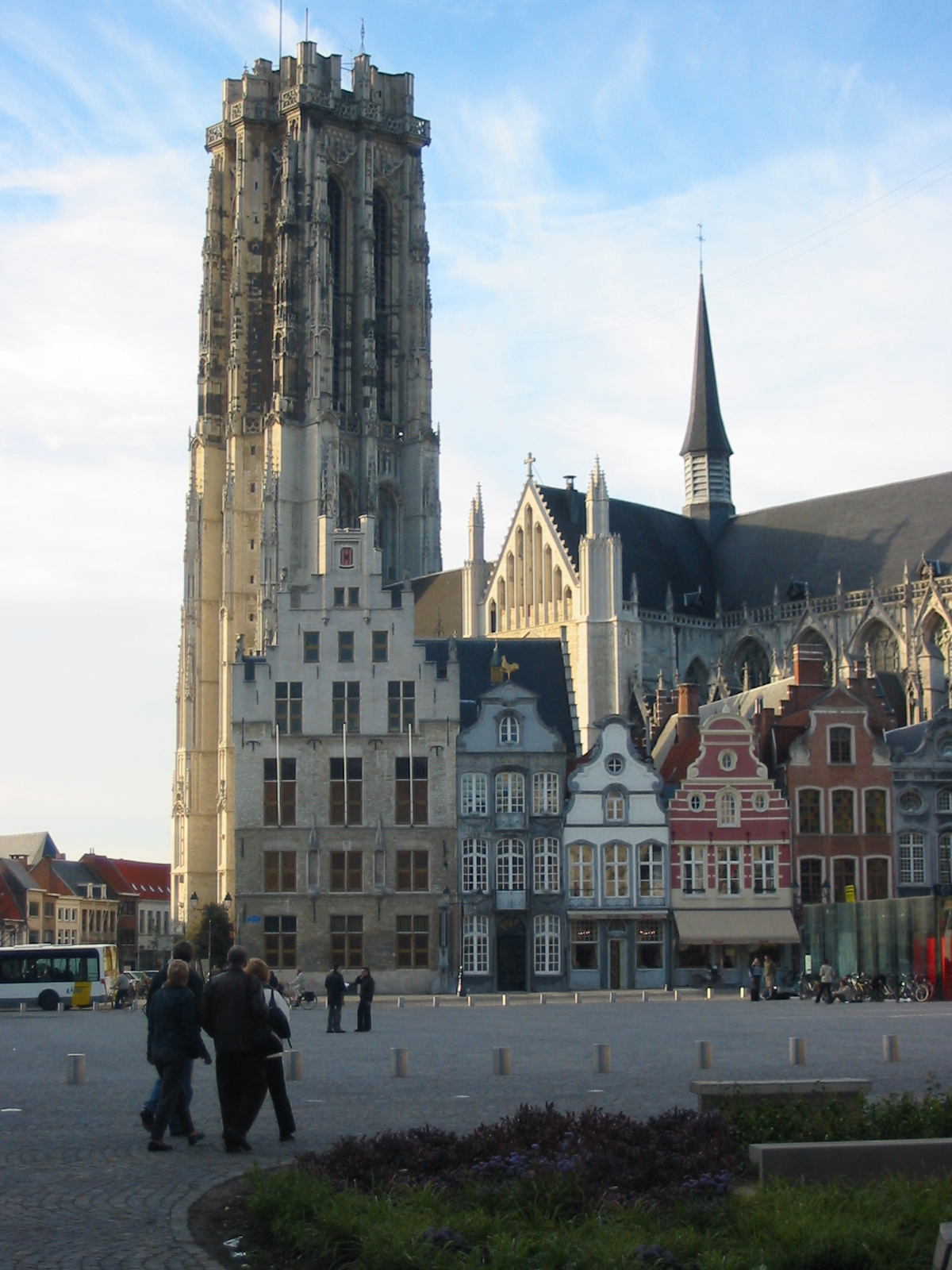
Die Kathedrale des Heiligen Romuald in Mechelen, Margaret Giggs’ letzte Ruhestätte

Trotz des Trauerfalls kehrten Margaret, John Clement, ihre Kinder und ihr Schwiegersohn zurück in ihre Heimat, mit Ausnahme von Margaret Clement, die auf eigenen Wunsch im Kloster in Löwen blieb. In England half ihnen Margaret Ropers Tochter Mary, eine Hofdame der neuen Königin, vier Jahre später Thomas Mores Werke zu veröffentlichen. Königin Maria war der Familie wohlgesinnt und ordnete an, John Clement und William Rastell alle beschlagnahmten Ländereien zurückzugeben. Als 1558 die protestantische Königin Elisabeth ihrer Halbschwester Maria auf den Thron folgte, sah sich Margaret Giggs erneut gezwungen, ins Exil zu gehen. Einmal mehr ging sie mit ihrer Familie nach Flandern, wo ihr Schwiegersohn William Rastell 1565 starb und neben seiner Ehefrau Winifred beerdigt wurde. In Mechelen, wo sich die Familie schließlich niederließ, wurde ihr Haushalt zum Treffpunkt religiöser Exilanten.
1570 wurde Margaret schwer krank. Den Berichten ihrer Tochter Margaret Clement zufolge wurde sie mehrere Tage lang von einem hohen Fieber geplagt und erhielt die Sakramente im Beisein ihrer Kinder. Einen Tag vor ihrem Tod fragte sie, ob ihre Tochter, die auf dem Weg zu ihr war, bereits angekommen war. Ihre Verwandten verneinten und Margaret erklärte, dass sie nicht länger bleiben könnte. Ihrem Ehemann John Clement erzählte sie, dass die Mönche, denen sie im Gefängnis geholfen hatte, an ihrem Bett standen und sie ermutigten, mit ihnen zu kommen. Sie starb am nächsten Tag, Donnerstag, den 6. Juli und wurde in der Kathedrale des Heiligen Romuald in der Grabstätte hinter dem Altar beerdigt. Sie vermachte Thomas Mores Cilicium und seinen Rosenkranz dem Kloster, dem ihre Tochter Margaret inzwischen beigetreten war. Ihr Ehemann starb nur zwei Jahre später und wurde an ihrer Seite beigesetzt.

## Nachkommen
Die Ehe mit John Clement brachte sechs namentlich bekannte Kinder hervor:
1. Winifred Rastell (1527–1553), verheiratet mit William Rastell
2. Thomas Clement (geb. ca. 1528), verheiratet, Sohn Caesar
3. Bridget Redman, verheiratet mit Robert Redman, Sohn John
4. Helen Prideaux, verheiratet mit Thomas Prideaux, Tochter Magdalen
5. Dorothy Clement, Ordensschwester der Klarissen[7]
6. Margaret Clement (1540–1612), Äbtissin der Ursulinen in Löwen

Laut dem Oxford Dictionary of National Biography brachte Margaret insgesamt elf Kinder zur Welt.

## Historische Bedeutung
Margaret Giggs’ größtes Verdienst ist die Veröffentlichung der gesammelten Werke Thomas Mores. Sie erschienen unter dem Titel The Works of Sir Thomas More, Knight, Sometime Lord Chancellor of England, written by him in the English tongue. Neben den bereits bekannten Werken ihres Ziehvaters beinhaltete es auch die bis dato unbekannten Traktate und Briefe, die während seiner Zeit im Tower entstanden waren und die Margaret Roper dem Zugriff Thomas Cromwells entzogen hatte. Durch ihr Exil bewahrte Margaret Giggs Mores Schriften vor dem protestantischen Regime Eduards VI. und brachte sie in Flandern in ein druckfähiges Format. Die erste Ausgabe beinhaltete 1.458 Seiten.
In ihrer letzten Heimat Mechelen genoss Giggs zudem ein hohes Ansehen unter der Geistlichkeit, teils wegen ihrer Hilfe für die gefangenen Mönche, teils weil sie und ihre Familie aus religiösen Gründen ins Exil gegangen waren. Die Nonnen des Ursulinenordens bezeichneten sie ehrerbietig als „eine sehr heilige Frau“ und nannten sie als Mutter ihrer Äbtissin „unsere gute Großmutter“. Durch Giggs gelangten Reliquien wie Thomas Mores Cilicium und für kurze Zeit auch sein Rosenkranz in den Besitz des Klosters und somit auf den Kontinent.

## Porträts und Skizzen

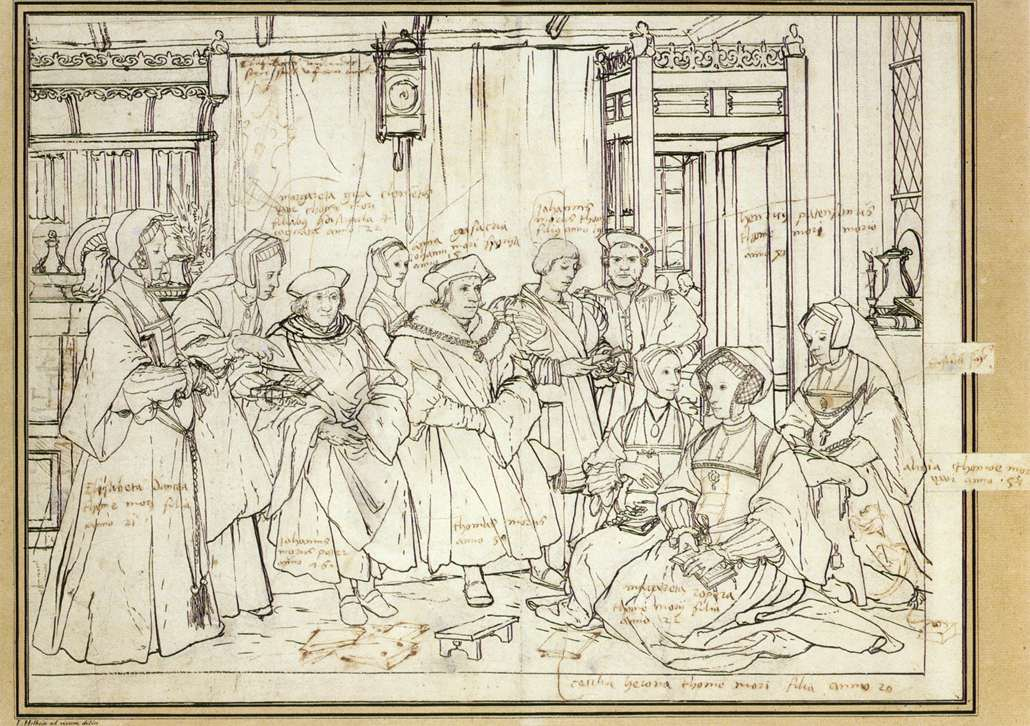
Margaret Giggs (2. von links) in Holbeins Skizze

1527, ein Jahr nach der Hochzeit der Clements, entstand Hans Holbeins berühmtes Gemälde der Familie More. Der Maler war Thomas More von seinem Freund, dem Humanisten Erasmus von Rotterdam, empfohlen worden und seine Werke enthalten die einzigen erhaltenen Darstellungen von Margaret Giggs. Auf der Skizze steht Giggs noch an zweiter Stelle von links neben Thomas Mores Vater John und ihre Kleidung unterscheidet sich von der endgültigen Fassung.
Im letztendlichen Porträt wurde ihre ursprüngliche Position von ihrer Ziehschwester Elizabeth eingenommen, so dass nun Elizabeth neben ihrem Großvater John More steht. Giggs hingegen steht im Gemälde ganz links. Positionen in Porträts waren damals entscheidend, um den Rang und die gesellschaftliche Stellung eines Individuums darzustellen. Der Historiker John Guy geht daher davon aus, dass „Giggs als adoptiertes Familienmitglied nicht erwartete, die Position einer Blutsverwandten zu usurpieren.“
Neben der Skizze der gesamten Familie fertigte Hans Holbein noch Einzelskizzen an, unter ihnen auch Margaret Giggs. Später wurde ihrer Skizze die Beschriftung „Mother Iak“ hinzugefügt, vermutlich aufgrund einer fälschlichen Identifizierung mit einer Amme Eduards VI. Laut der Royal Collection wurde diese Beschriftung im 18. Jahrhundert hinzugefügt.

## Margaret Giggs in der Literatur
Margaret Giggs taucht 1860 unter dem Kosenamen Mercy Giggs in dem Roman The Household of Sir Thomas More von Anne Manning auf, einem fiktionalen Tagebuch Margaret Ropers. Sie wird als enge Freundin der Protagonistin dargestellt und interessiert sich sehr für Medizin.
In Vanora Bennetts Roman Portrait of an unknown woman (deutscher Titel: Bildnis einer jungen Frau) von 2007 ist Margaret Giggs selbst die Protagonistin und eine uneheliche Tochter Thomas Mores. Ihr Ehemann John Clement hingegen ist Richard, einer der verschollenen Prinzen im Tower, der unter neuer Identität überlebt hat. Margaret ist hin- und hergerissen zwischen ihrer Liebe zu ihm und ihrer Zuneigung für den Maler Hans Holbein.